# Савостьян Ольга Сергіївна
Ольга Сергіївна Савостьян (нар. 20 жовтня 1982) — білоруська футболістка, воротар. Виступала за збірну Білорусі.

## Життєпис
У першій половині кар'єри виступала в клубах чемпіонату Білорусі. У 2004 році грала за «Бобруйчанку», клуб у вище вказаному сезоні увійшов до вісімки найсильніших команд Європи. Два роки по тому, в 2007 році спортсменка знову виступала за «Бобруйчанку». У 2010 році грала у вищій лізі Білорусі за клуб «Вікторія-86» (Берестя), також виходила на поле в матчах Кубкуа країни за «Вікторію» (Вороново). У 2011-2012 роках була основним воротарем клубу «Нива-Белкард» / «Німан» (Гродно).
З початку 2013 року, грала у вищому дивізіоні Росії за клуб «Мордовочка». Дебютний матч у російському чемпіонаті провела 4 червня 2013 року проти азовської «Дончанки» (3:0). Всього за три неповних сезону зіграла 11 матчів у вищій лізі Росії.
Виступала за збірну Білорусії. У відбіркових турнірах чемпіонату Європи зіграла перший матч 25 травня 2004 року проти Казахстану (2:0). Викликалася в національну збірну до середини 2010-их років. У відбірковому турнірі ЧС-2015 провела один поєдинок, пропустивши 6 м'ячів від збірної Англії.